# Charles Roach Smith
Pour les articles homonymes, voir Charles Smith.
Charles Roach Smith (20 août 1807 – 2 août 1890), est un érudit et un archéologue amateur élu membre de la Société des antiquaires de Londres et de la Royal Numismatic Society. Il est membre fondateur de la British Archaeological Association. Roach Smith est pionnier dans l'étude statistique des collections de monnaies romaines.

## Biographie

### Jeunesse
Roach Smith naît au manoir de Landguard, dans la station balnéaire de Shanklin (île de Wight) le 20 août 1807. Il est le benjamin des dix enfants de John Smith, un fermier qui a épousé Ann, fille de Henry Roach, originaire d'Arreton. À la mort de son père en 1812, la maison de son grand-père maternel, à Arreton, devient son second foyer. Roach Smith fréquente l'école de Mr Crouch à Swaythling, et lorsque ce professeur déménage près de Winchester, Roach Smith le suit. Vers 1820, Il fréquente la grande école de Mr Withers à Lymington. Sa mère meurt en 1832.

### Carrière
En 1821, Roach Smith est placé dans l'étude de Francis Worsley, un avocat Newport, mais il se lasse vite de cet emploi. On lui suggère alors de s'engager dans l'armée, mais en février 1822, il est placé en apprentissage chez Mr Follett, chimiste à Chichester. Il y reste environ six ans, puis il intègre l'entreprise de Wilson, Ashmore, & Co., chimistes à Snow Hill, un quartier de Londres.  Il fonde sa propre entreprise de chimiste en 1834, s'installant à un angle de Founders' Court, dans Lothbury. Il subit une grande perte lorsque ses locaux sont récupérés par la ville. Il déménage alors à Finsbury Circus, où il réside de 1840 à 1860.
Très tôt, Roach Smith se prend de passion pour les ruines anglaises et romaines, et il y est encouragé par Alfred John Kempe, qu'il considère comme son parrain en archéologie. Pendant vingt ans, lors de fouilles à Londres ou de dragage dans la Tamise, il est à l'affût des antiquités et fait quelques trouvailles. Ses travaux sont révélés au public lorsqu'il publie en 1854 un Catalogue of the Museum of London Antiquities. Les antiquités répertoriées dans cette publication sont recueillies au cours d'importantes travaux de réfection des rues et des égouts de la ville de Londres, ainsi que lors de travaux sur la Tamise près du pont de Londres, la collection s'étant constituée à la faveur de trouvailles fortuites. La collection de Roach Smith est à l'origine de la création de son musée des antiquités londoniennes. Ses collègues antiquaires ont insisté pour que la collection soit mise en sûreté par l'Angleterre, mais son offre auprès du British Museum en mars 1855 est refusée, faut d'accord sur le prix. Cela se fait toutefois plus tard et devient le noyau de la collection nationale d'antiquités romano-britanniques.
Charles Roach Smith est alors reconnu comme un spécialiste de Londres à l'époque romaine. Il est par la suite précurseur dans la surveillance des sites urbains et ses Illustrations of Roman London (1859) restent l'ouvrage de référence en la matière jusqu'en 1909. Il écrit ce livre principalement à la suite de recherches personnelles lorsqu'il habite à Lothbury puis à Liverpool street

### Société savantes
Roach Smith est membre de nombreuses sociétés savantes, en Grande-Bretagne comme à l'étranger. Il est élu membre de la Société des antiquaires de Londres en 1836. Pendant de nombreuses années, il rédige la compilation mensuelle des « Antiquarian Notes » dans The Gentleman's Magazine. Il est rédacteur pour l'Athénée de la Société des antiquaires de Newcastle upon Tyne, dont il est membre, ainsi que pour plusieurs autres publications érudites. Lorsque, par l'intermédiaire de son ami l'abbé Jean Benoît Désiré Cochet, il intervient avec succès auprès de Napoléon III pour la préservation de l'enceinte gallo-romaine de Dax, une médaille est frappée en France en 1858 en son honneur. Lors d'une réunion de la Société des antiquaires en 1890, il est proposer de frapper une médaille en son honneur et de la lui remettre en même temps que le solde des fonds éventuellement recueillis : le 30 juillet, trois jours avant sa mort, la médaille lui est officiellement remise, en même temps qu'une somme de cent guinées. Il est membre de la Société royale des antiquaires du Nord et des sociétés des antiquaires de France, de Normandie, de Picardie, de l'Ouest et de la Morinie.
Pendant plus de cinquante ans, Roach Smith s’intéresse de près aux travaux de la société numismatique de Londres ; de 1841 à 1844, il en est l'un des secrétaires honoraires et, à partir de 1852, membre honoraire. Il est l'inventeur de la médaille Liudhard, présentée à la Société numismatique en 1844. Il rédige de nombreux articles dans la Chronique numismatique et, en 1883, reçoit la première médaille de la société, en reconnaissance de ses services une meilleure connaissance des pièces romano-britanniques.
Avec Thomas Wright, il fonde en 1843 la British Archaeological Association pour laquelle il rédige de nombreux articles. En 1855, il est membre fondateur de la London and Middlesex Archaeological Society. Après avoir pris sa retraite à Strood, il participe activement aux travaux de la Kent Archaeological Society et rédige de nombreuses publications pour Archaeologia Cantiana, parmi lesquelles ses premiers travaux. Il est également membre honoraire des sociétés d'archéologie de Madrid, Wiesbaden, Mayence, Trèves, Chester, du Cheshire et Lancashire, du Suffolk et du Surrey. Roach Smith était membre honoraire de la Royal Society of Literature, la Société des antiquaires d’Écosse et la société d'émulation d'Abbeville. Bien que reconnu pour son travail sur Londres à l'époque romaine, son influence archéologique dépasse largement le cadre de cette ville et de nombreuses sociétés archéologiques locales à travers le pays s'inspirent de ses travaux, rendant ainsi l'archéologie beaucoup plus accessible à la société au sens large.

### Les faux de Shadwell
En 1857, deux Londoniens mettent en circulation des artefacts en plomb qu'ils disent avoir récupéré lors de fouilles à Shadwell Dock, mais un archéologue reconnu met en doute leur authenticité. Intenté par l'antiquaire ayant vendu ces objets, un procès en diffamation a lieu, au cours duquel Roach Smith témoigne de l'authenticité de ces objets, déclaration qu'il confirme en 1861 dans une de ses publications. Toutefois, la même année, Charles Reed prouve de manière irréfutable que ces objets sont bien des faux fabriqués par les deux Londoniens.

### Dernières années
Ses activités diminuant, il prend sa retraite à Temple Place à Strood, dans le Kent ; il achète également les terres adjacentes à sa propriété, ce qui, en 1864, lui vaut un procès qu'il gagne. Le jardin de Temple Place est son principal loisir Il s'intéresse surtout à la pomologie et à la culture de la vigne, produisant des quantités considérables de vin à partir des raisins qu’il cultive. Sa brochure On the Scarcity of Home-grown Fruits in Great Britain, publiée pour la première fois dans les actes de la Société historique du Lancashire et du Cheshire en 1863 doit être rééditée et un millier d’exemplaires en sont distribués en France et en Allemagne. Il milite pour la plantation des terrains en friche sur les bords des voies ferrées avec des pommiers nains et d'autres types de fruits. Cette suggestion est largement adoptée à l'étranger et, dans une moindre mesure, en Angleterre.
Roach Smith est resté célibataire et c'est l'une de ses sœurs qui lui procure la maison de Temple Place. Elle meurt en 1874 et elle est enterrée dans le cimetière de Frindsbury où Roach Smith est également inhumé après sa mort survenue le 2 août 1890.

## Publications
- (1839), List of Roman Coins found near Strood
- (1848), Collectanea antiqua : etchings and notices of ancient remains, illustrative habits, customs, and history of past ages
- (1850), The Antiquities of Richborough, Reculver, and Lymne
- Charles Roach Smith, « Anglo-Saxon and Frankish Remains », Collectanea Antiqua, vol. II,‎ 1852, p. 203–248 (lire en ligne, consulté le 17 septembre 2017).
- (1856), Inventorium sepulchrale : an account of some antiquities dug up at Gilton, Kingston, Sibertsworld, Barfriston, Beakesbourne, Chartham, and Crundale, in the County of Kent, from a.d. 1757 to a.d. 1773
- (1859), Illustrations of Roman London
- (1860), On the Importance of Public Museums for Historical Collections
- (1863), Retrospections: social and archaeological
- (1870), The Rural Life of Shakespeare, as illustrated by his works
- (1871), A Catalogue of Anglo-Saxon and other Antiquities discovered at Faversham, in Kent, and bequeathed by William Gibbs of that town to the South Kensington Museum
- (1877), Remarks on Shakespeare: his birthplace, etc.: suggested by a visit to Stratford-on-Avon in the autumn of 1868
- (1878-1880), Collectanea Antiqua, Etchings and Notices of Ancient Remains, illustrative of the Habits, Customs and History of Past Ages, vol 7.
- (1879), Address to Strood Institute Elocution Class
- (1883), Retrospections, Social and Archaeological, Vol 1.
- (1886), Retrospections, Social and Archaeological, Vol 2.
- (1891), Retrospections, Social and Archaeological, Vol.3.

## Pour en savoir plus